# Eugenio Montejo
Eugenio Montejo, nom de plume de Eugenio Hernández Álvarez, né le 19 octobre 1938  à Caracas et mort le 5 juin 2008 à Valencia, est un poète et essayiste vénézuélien.

## Biographie
Eugenio Montejo a reçu le Prix international de poésie Octavio Paz en 2004.

## Œuvres

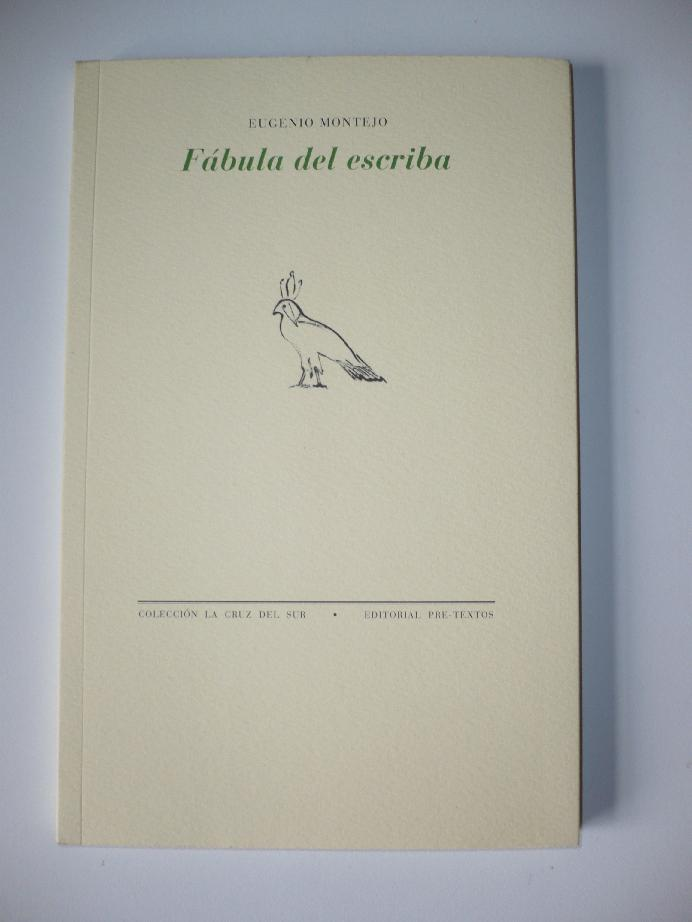
Couverture de Fábula del escriba

- Élegos (1967)
- Muerte y memoria (1972)
- Algunas palabras (1976)
- Terredad (1979)
- Trópico absoluto (1982)
- Alfabeto del mundo (1986)
- Adiós al siglo XX (1992)
- El azul de la tierra (1997)
- Partitura de la cigarra (1999)
- Tiempo Transfigurado (2001)
- Papiros amorosos (2002)
- Fábula del escriba (2006)